# Короснянський деканат
Короснянський деканат — колишня структурна одиниця Перемишльської єпархії греко-католицької церкви з центром в м. Коросно.  
За доби отця-декана Іоана Клюфаса в 1931 році центр переміщено в село Бонарівка.  

## Історія
Утворений у 1843 році шляхом виділення 7 парафій з Дуклянського деканату. У 1934 році Короснянський деканат був включений до Апостольської адміністрації Лемківщини. Останнім очільником деканату був парох села Бонарівка Іван Клюфас.

## Територія
Описи деканату (матеріали візитацій) починаючи з 1742 року наявні в Перемишльському архіві.
Весь час існування Короснянський деканат включав 7 парафій:
1. Парафія с. Близенька з філією в с. Гвоздянка та приходом у с. Малівка, с. Баричка, с. Поломя, с. Явірник, с. Гвозниця, с. Жарнова, с.  Небилець, с.  Конечкова;
2. Парафія с. Бонарівка з приходом у с. Бережанка, с. Жизнів, с. Буди Висоцькі;
3. Парафія с. Ванівка (Węglowka) з приходом у м. Коросно, с. Одриконь;
4. Парафія с. Красна (Коростенька) з приходом у с. Лютча;
5. Парафія с. Опарівка з приходом у с. Гольцівка, с. Брежанка, с. Висока, с. Кізлівка або Кізлівок, с. Невидна або Неводна, м. Стрижів над Вислоком;
6. Парафія с. Ріпник з приходом у с. Петруша Воля, с. Братківка, с. Стодолина, с. Ленки, с. Лончки, с. Поляна, с. Єдличі, с. Модерівка, с. Бросток, с. Колачиці, с. Фриштак, с. Відач, с. Прибівка, с. Войківка, с. Потік, с. Шебні і інші по парохію Краків і Матієву;
7. Парафія с. Чорноріки.

### Декан
- 1931 —  1945 — о. Іоан Клюфас, парох в Бонарівці.

### Кількість парафіян
1936 — 7 148 осіб. 

Деканат було ліквідовано в травні 1946 р.